# Ayda Jebat
Ayda Jebat, właśc. Nur Suhada Jebat (ur. 17 marca 1992) – malezyjska piosenkarka i aktorka.
Jej singiel „Pencuri Hati” zebrał ponad 15 mln wyświetleń w serwisie YouTube (doniesienia z 2017 roku).
Wykonała malezyjską wersję piosenki „How Far I’ll Go” („Bawaku Berkelana”) do ścieżki dźwiękowej filmu Vaiana: Skarb oceanu (2016).

## Dyskografia
| Tytuł                             | Rok  | Pozycja | Pozycja | Pozycja     | Album                               |
| Tytuł                             | Rok  | ERA FM  | Hot FM  | Muzik Muzik | Album                               |
| --------------------------------- | ---- | ------- | ------- | ----------- | ----------------------------------- |
| „Beri Aku Waktu” (również Afif)   | 2011 | –       | –       | –           | Beri Aku Waktu                      |
| „Cinta Lara” (również Kay Khydir) | 2013 | –       | –       | 18          | Gila-Gila Remaja 2 OST              |
| „Siapa Diriku”                    | 2015 | 12      | 1       | 1           | M. A. I. D OST                      |
| „Fairytale” (również Alvin Chong) | 2015 | –       | –       | –           | Hari Malaysia                       |
| „Sinaran” (również Lea Ismail)    | 2015 | –       | –       | –           | Sinaran OST                         |
| „Pencuri Hati”                    | 2016 | 6       | 3       | 1           | Isteri vs Tunang OST                |
| „Nakal Nakal Nakal”               | 2016 | 9       | 1       | 1           | Awak Sangat Nakal OST               |
| „Bawaku Berkelana”                | 2016 | –       | –       | –           | Moana OST (wersja malajskojęzyczna) |
| „Pulanglah” (również Aisyah Aziz) | 2016 | –       | –       | –           | –                                   |
| „Mata”                            | 2017 | –       | –       | 1           | Leftenan Zana OST                   |
| „Pinjamkan Hatiku”                | 2017 | –       | –       | –           | Pinjamkan Hatiku OST                |
| „Temberang”                       | 2018 | –       | –       | –           |                                     |
| „Mana Ada Hati”                   | 2019 | –       | –       | –           | Asalkan Dia Bahagia OST             |
| „Better Than You”                 | 2019 | –       | –       | –           |                                     |
| „Parah Parah”                     | 2020 | –       | –       | –           |                                     |